# Olympique de Marsella
Olympique de Marsella, también conocido por sus siglas OM (en francés: Olympique de Marseille, en español: Olímpico de Marsella), es un club de fútbol profesional francés con sede en Marsella, Francia, que disputa la Ligue 1, máxima competición futbolística en dicho país. Fue declarada oficialmente registrada por sus socios en agosto de 1899 con el objeto principal de la práctica y desarrollo del fútbol, si bien data sus orígenes como club polideportivo al año 1895 con su pionera sección de rugby. René Dufaure de Montmirail fue el principal artífice de su creación.
Extintas algunas de sus históricas secciones, permanecen vigentes junto al fútbol la sección de atletismo y la de judo. Dicho carácter multidisciplinar fue desde sus inicios una seña de identidad estrechamente ligada a la de la ciudad, de origen griego y de la que toma su apelativo de «phocéens» (es., focenses), y que terminó también por dilucidar sus colores identitarios de blanco y azul, mismos del blasón de Marsella.
Es considerado como uno de los clubes históricos de fútbol del país al ser uno de los que participaron en la primera edición del campeonato profesional de 1932, y el que más presencias acumula en la máxima categoría con 72. En ella posee el honor de haber sido el primer líder histórico de la competición y el de ser el club con más títulos tomando en cuenta los campeonatos amateur entre 1894 y 1932. Completa su palmarés nacional con diez campeonatos de copa, tres campeonatos de copa liguera y tres campeonatos de supercopa.
En cuanto a los logros a nivel internacional ostenta un título de la Copa Intertoto de la UEFA en 2005, y una Liga de Campeones de la UEFA obtenida de manera invicta en el año 1993, en la que fue la primera edición de la competición bajo el nuevo formato, siendo el primer club francés en conquistarla. Cabe destacar también tres subcampeonatos de la Liga Europa de la UEFA en los años 1999, 2004 y 2018.
Encuestas recientes entre los aficionados al fútbol francés lo sitúan como el club galo más popular, debido principalmente a sus registros deportivos, mientras que disputa sus encuentros como local en el Stade Vélodrome desde 1938, uno de los estadios más longevos de Francia. Desde los años 1990, sus principales adversarios son el Paris Saint-Germain, con quien se enfrenta en le Classique, y el Olympique de Lyon con quien disputa el choc des Olympiques. En cuanto a sus rivales más históricos son el Saint-Étienne y el Girondins de Burdeos.

## Historia

### Origen y primeras conquistas locales (1899-1920)

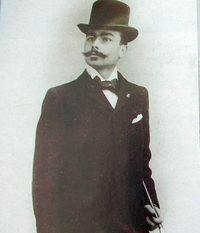
René Dufaure de Montmirail, fundador y primer presidente del club.

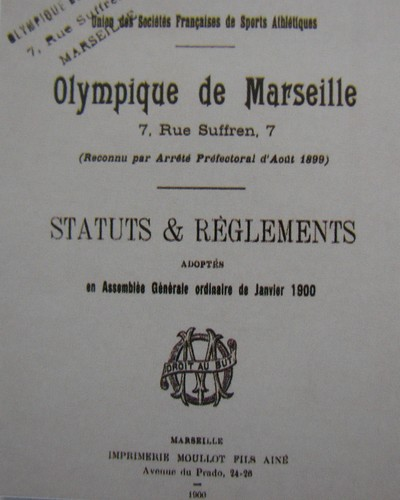
Estatutos y reglamento del club de enero del año 1900.

Oficialmente y como club de fútbol, el Olympique de Marsella fue fundado por René Dufaure de Montmirail mediante un decreto prefectoral en agosto de 1899. Formado de la fusión del Football Club de Marsella —fundado también por Dufaure en 1897 y del cual tomó su lema «droit au but»—, y del club de esgrima L'Épée, sus estatutos fueron adoptados en su primera junta general extraordinaria para ser oficialmente reconocidos por la prefectura el 12 de diciembre de 1900. Sin embargo, André Gascard, jugador, entrenador y archivista e historiador del club, data sus orígenes como club polideportivo al año 1892, con su pionera sección de rugby.
A finales siglo xix, los Juegos Olímpicos se encontraban a la vanguardia del deporte tras los denominados como los primeros juegos de la era moderna que tienen lugar en Juegos Olímpicos de Atenas en 1896. Además, el club tenía varias secciones deportivas como el fútbol, rugby, boxeo o esgrima; mientras que dadas también las raíces griegas de la ciudad de Marsella, la cual celebraba dicho año el veinticinco centenario de su fundación por los focenses, motivos todos por los que sus fundadores eligieron el término de «Olympique» (es., Olímpico) como el idóneo para representar al club.
Pese a la importancia del rugby en el país y en el club como su sección principal con jugadores como Harry Baur, Camille Montade y Fernand Bouisson, el denominado en la época como fútbol asociación comenzó un rápido desarrollo y auge en popularidad que le llevó también en su seno a ser la principal actividad. Dicha cualidad tuvo especial influencia por parte de la USFSA (es., Unión de las Sociedades Francesas de Deportes Atléticos), quien lo reconoció entre sus actividades en 1894, y por la que surgió posteriormente la fusión. De todos los clubes de fútbol en la ciudad de Marsella, el Olympique se convirtió rápidamente en el club insignia de la ciudad gracias a su organización y su presupuesto, relegando al Sporting Club de Marsella, o a la Union Sportive Phocéenne a un segundo plano.
En 1903, el Olympique obtiene su cuarto título regional consecutivo del Campeonato del Litoral, lo que le dio acceso a disputar por primera vez el Campeonato Francés de Fútbol Amateur organizado por la USFSA, si bien se le negó posteriormente el derecho al surgir una protesta por parte de un club rival concerniente al torneo regional. Pese a dominar regionalmente con consecutivos títulos hasta 1908, no consiguió el campeonato absoluto tras alcanzar las semifinales en 1904, 1907 y 1908 y vio como su vecino el Stade Helvétique de Marsella lograba el título absoluto en hasta tres ocasiones sucediéndole como club referencia en el litoral.
La Primera Guerra Mundial detuvo prácticamente cualquier actividad deportiva en el país, pero a pesar de estos eventos, surgió una nueva competición en 1917: la Coupe de France. Esta sí trajo al club sus primeros éxitos a nivel nacional tras ser el dominador del torneo a mediados de la década de 1920. En su primer partido, primero también de la historia de la competición, se impuso al Herculis de Monaco, para caer posteriormente en los octavos de final frente al Football Club de Lyon.
Después de la Gran Guerra, perdió la final de la última edición del Campeonato Francés USFSA contra el Le Havre Athletic Club por 4-1 en la que fue la reanudación del torneo tras la contienda bélica y a su vez su última edición hasta que se retomó en 1926.

### La época dorada y la llegada del profesionalismo (1920-40)
Fue a partir de la década de 1920 en la cual el club adquirió notable importancia a nivel nacional. Marino Dallaporta fue elegido presidente en 1921 y condujo la gestión económica a la contratación de los considerados como mejores jugadores del país, imitando las políticas del gran rival Football Club de Cette. Entre ellos sobresalieron los parisinos Édouard Crut y Jean Boyer, ambos internacionales.
Finalmente el club se proclamó campeón de la Copa de Francia en 1924, convirtiéndose en el primer club provincial en ganar este trofeo, así como en el primer club en ser galardonado con la Copa por el presidente de la República. La final fue disputada el 13 de abril en el Stade Pershing de París frente al F. C. Cette y se impusieron los marselleses por 3-2, anotando los goles Crut y Boyer. Tras ella le siguieron otros dos títulos en 1926 y 1927, situando a Marsella nuevamente como el club más reconocido a nivel regional al revalidar también los títulos regionales del sudeste. El club continuó sus éxitos deportivos al ser campeón por primera vez del Campeonato Francés de 1929, tres años antes de la implantación del profesionalismo en 1932.
Para reemplazar el prolífico delantero Crut contrató al joven defensor Joseph Alcázar del Club Athlétic Liberté d'Oran. Sin embargo como atacante, Pepito como lo apodaron, lideró el equipo de finales de la década anotando 67 goles en 95 partidos del campeonato hasta su partida al Olympique Lillois. Fue el primer jugador africano en la historia del club, y el primero en disputar una Copa del Mundo al ser seleccionado por Francia para la edición de Italia 1934. El que fue posteriormente tío abuelo de José Anigo fue por rendimiento y personalidad el primero gran jugador de la historia del club.
A comienzo de la década de 1930 quedó marcado en la historia del club la eliminatoria de la Copa de Francia de 1931 contra el Club Français. La citada ronda de octavos de final hubo de ser resuelta en cuatro partidos, tres de ellos de desempate. Pudo decantarse para los marselleses en el segundo partido, el 22 de febrero, donde se impuso por 0-2, pero al alinear al alemán Vernicke, denunciado por los parisinos por profesionalismo fue anulado y se jugaron dos partidos más que finalmente dieron con la eliminación del club tras un 2-1 adverso en el cuarto y decisivo partido. En cuanto al torneo regional volvió a proclamarse campeón del Campeonato del Sudeste, lo que sumado al resto de título en dicho torneo le permitieron unirse a la agrupación de los clubes profesionales e integrar el nuevo campeonato profesional previsto para 1932. Esta membresía, que otorgó el estatus de club profesional a la entidad, implicó una reorganización de toda su organización con el nombramiento de un presidente, un secretario general y un tesorero.

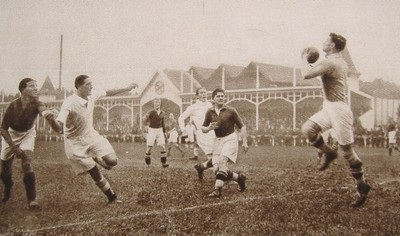
Partido contra el Olympique Lillois, primero profesional de ambos clubes.

Bautizado como Division Nationale, o simplemente como Campeonato de Francia como venía siendo habitual, comenzó en el mes de septiembre y fue el Olympique Lillois el primer rival del club en la nueva etapa profesional. El encuentro finalizó con victoria marsellesa por 1-2 merced a los dos tantos anotados por Pepito Alcázar y fue por tanto uno de los clubes que lideraron por primera vez la clasificación del campeonato. Dividida la competición en dos grupos terminaron segundos en el suyo por detrás del ya citado Olympique Lillois, a quien derrotó en sus dos enfrentamientos, quien se convirtió en campeón tras el partido por el título frente a la Association Sportive de Cannes.
Sus éxitos en estas dos décadas, hasta finales de los años 1930, le sumieron en su época dorada en la cual sumaron dos campeonatos de liga y dos subcampeonatos, y cinco títulos de Copa de Francia en siete finales disputadas. Durante este período reclutó principalmente a jugadores provenientes de tres zonas geográficas distintas: Europa del Este, África del Norte y la Provenza. Jugadores de Hungría y Austria, quienes dominaban el fútbol continental de la época, recalaron en el club como József Eisenhoffer, Willy Kohut o Edmond Weiskopf, mientras que de la zona norteafricana arribaron Larbi Ben Barek o Mario Zatelli por citar algunos, y a los que se sumaron los locales Laurent Di Lorto, Max Conchy, Henry Conchy o Georges Dard.
Eisenhoffer llegó a convertirse en uno de los jugadores más notables de la historia del club pasando a ser después su entrenador, mismo que llevó al equipo al citado campeonato de 1937 tras perderlo incomprensiblemente en la temporada 1933-34. En ella el equipo marchaba a un punto del primer clasificado, el Football Club de Sète, con el que tenía el goal-average ganado y que ya había disputado todos sus partidos, mientras los marselleses disponían todavía de tres. Pese a venir en una buena racha deportiva tras vencer por 7-3 al Nîmes Olympique perdieron los tres partidos que le restaban y fue campeón el F. C. Sète, quien les venció también en la final de la Copa de Francia.
Logró resarcirse en el campeonato de 1936-37, gracias a una mejor cociente de goles anotados/recibidos respecto al Football Club Sochaux-Montbéliard (1,76 contra 1,33), sumándose al palmarés junto con la Copa de Francia de 1935 y 1938 y por los que se convirtió en el conjunto más laureado de la competición tras superar los éxitos del Red Star Olympique.
El mismo año de su triunfo en el campeonato, se inauguró el nuevo estadio de la ciudad de Marsella, el Stade Vélodrome, construido como una de las sedes de la Copa del Mundo de 1938, y pasó a ser utilizado por el club, dando cuenta de la gran proyección que adquirió. Fue aclamado en su día al ser el primer estadio deportivo construido en cemento, siendo una referencia en el mundo de la arquitectura. Fue inaugurado en un partido frente a la Associazione Calcio Torino con victoria por 2-1 frente a 35 000 espectadores.
Sin embargo, tras la Segunda Guerra Mundial los marselleses fueron poco a poco perdiendo influencia, y pese a sumar nuevos títulos fue lentamente sucedido como club referencia del país.

### La Guerra y el paulatino declive (1940-65)
A pesar de la Segunda Guerra Mundial que estaba empezando, el fútbol seguía en Francia y el Olympique era uno de los equipos fuertes de la disciplina en el país; 4 copas de Francia y un título nacional estaban en el armario de trofeos de la institución marsellesa.
Los años 1943 y 1948 vieron a los marselleses ganar una copa de Francia y un nuevo título de campeón nacional.
Cuatro años luego de su último título, el Olympique escapa a su primer descenso, cosa que ocurrió en 1959 (El Olympique fue el último equipo de los fundadores de la liga profesional francesa en conocer el descenso). A pesar ascender al año siguiente, el Marsella volvió a segunda división y permaneció allí hasta el año de 1965.

### Años 1960 y 1970: renovación y retorno a la cima del fútbol francés

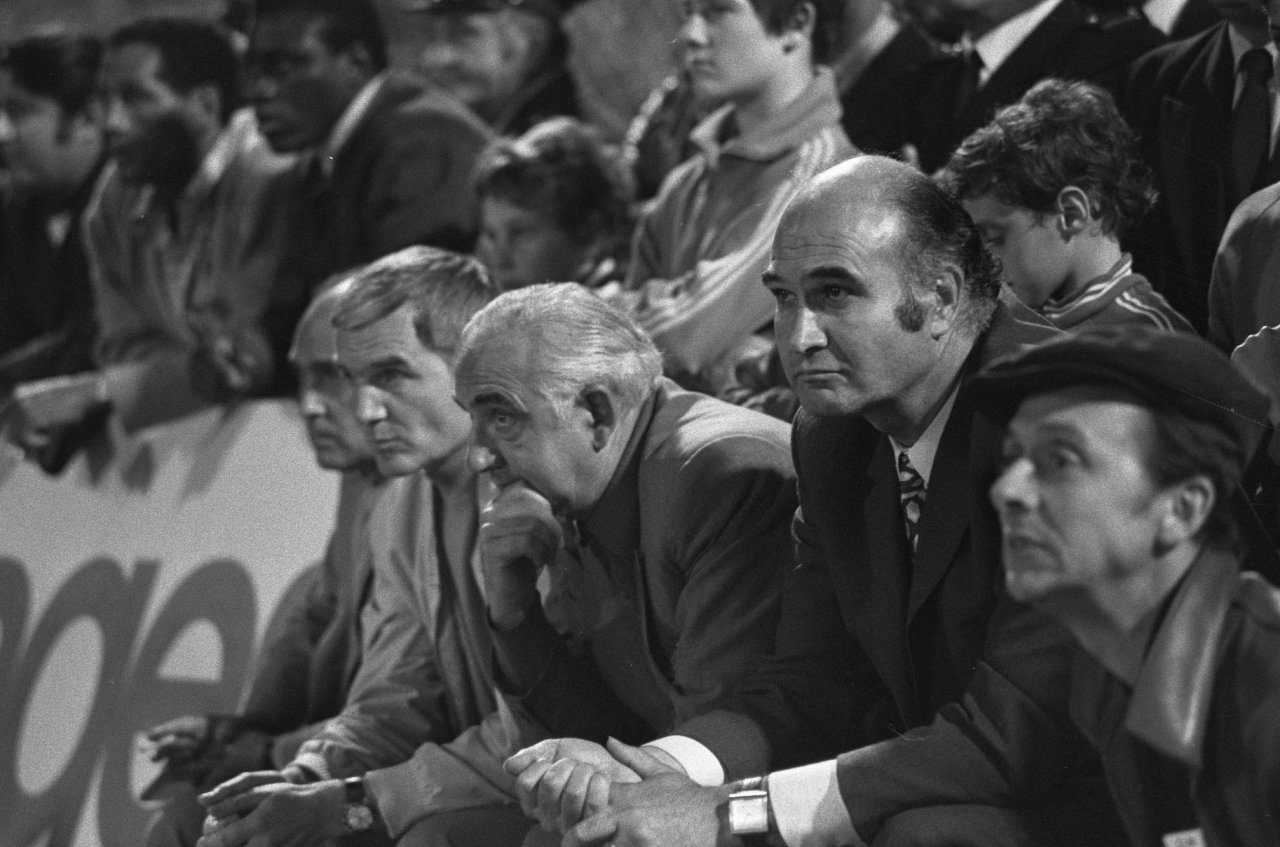
El presidente Leclerc (segundo desde la derecha) en el partido Olympique - Ajax en 1971.

Cuando llega el industrial marsellés Marcel Leclerc a su dirección, el Olympique atraviesa una de las peores épocas de su historia. Leclerc compró el club en segunda división en 1965 y al año siguiente el Marsella volvió a la primera división francesa. En el año 1969, frente al Girondins de Burdeos, el Marsella vence por séptima vez la copa de Francia. En 1971 y en 1972, el Olympique será campeón de Francia por tercera y cuarta vez. En 1972, conquistó también su octava copa de Francia.
Después de la salida de Marcel Leclerc y del cuarto título de campeón, el club marsellés bajó nivel, a pesar de una nueva copa de Francia en 1976. A comienzos de los años 1980, el Marsella volvió a la segunda división, empezando una nueva crisis, hasta el ascenso en 1985 y la llegada de Bernard Tapie el año siguiente.

### Años 1986 hasta 1994: el gran Olympique, del triunfo europeo hacia los infiernos
En 1986 llegó a la dirección del club un empresario joven, Bernard Tapie, con la ambición de ganar por primera vez una copa europea con un equipo francés. Luego de dos años sin ningún título (a pesar de la compra de grandes jugadores franceses como Jean-Pierre Papin o Alain Giresse, e internacionales como Karl-Heinz Förster o Klaus Allofs) el Olympique ganó su quinto título de campeón y su décima copa de Francia en el año 1989. El título de campeón fue el primero de 4 títulos consecutivos, hasta el triunfo en la final de la Liga de Campeones de la UEFA del año 1993. En esa época, algunos de los más grandes personajes del fútbol pasaron por el Marsella, incluyendo a Enzo Francescoli, Éric Cantona, Dragan Stojković, Rudi Völler o Alen Boksic.
El Marsella ganó la Liga de Campeones de la UEFA al AC Milan en 1993, después de perder la final por penaltis dos años antes. Poco después, el Olympique se vio implicado en un escándalo de amaño de partidos (el club arregló a su favor, con ayuda de Tapie, el partido de liga frente al Valenciennes la semana anterior a la final de Champions, para garantizar que ningún jugador del equipo fuera lesionado), por lo que fue sancionado con la pérdida del título de campeón nacional en 1993, la prohibición de jugar por un año competiciones internacionales, incluyendo la Copa Intercontinental que iba a jugar ese año contra el São Paulo, y un descenso a la Segunda División francesa. Sin embargo, y a pesar de la gravedad del escándalo, el equipo mantuvo el título de campeón europeo y es todavía celebrado por los fanáticos del Olympique con el lema À jamais les premiers ("los primeros para siempre"). En 1995 Tapie se fue dejando al club al borde de la desaparición hasta la llegada de un nuevo empresario francés, Robert Louis-Dreyfus, famoso por haber comprado también la firma Adidas.

### 1996-2016: Llegada de Robert Louis-Dreyfus

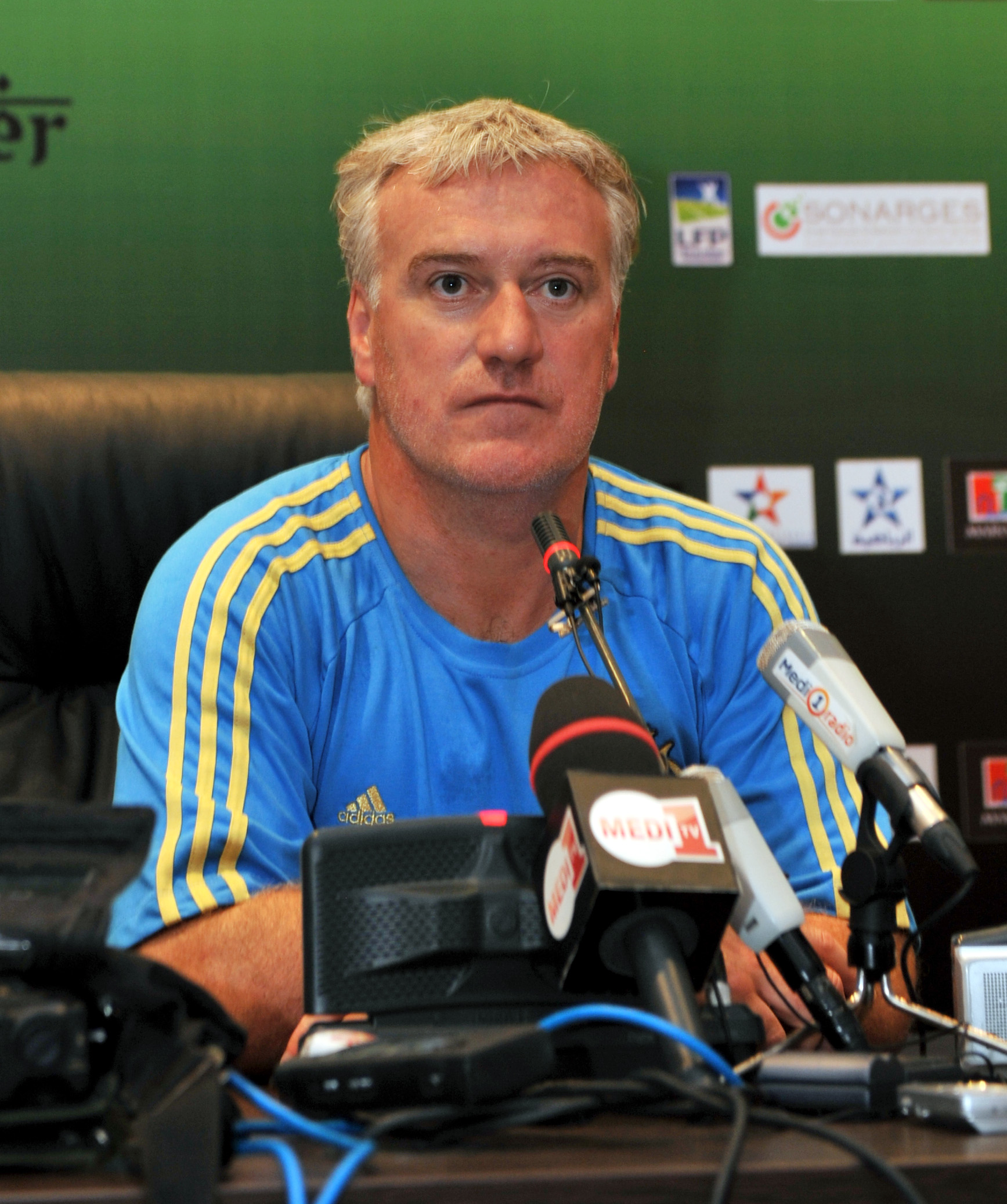
Didier Deschamps, técnico del club desde 2009 hasta 2012.

Luego de la salida de Tapie, las siguientes temporadas se caracterizaron por una gran inestabilidad y un nuevo descenso administrativo a la segunda división francesa.
El equipo regresó a la élite a finales de los años 90 con Rolland Courbis y jugadores como Laurent Blanc o Robert Pirès, luego de su compra por el millonario Robert Louis-Dreyfus, con dos subcampeonatos de la Ligue 1 y de la Copa de la UEFA en 1999.
A partir de 2002, con Alain Perrin como entrenador y el fichaje Didier Drogba, el Marsella volvió a estabilizarse y competir por las posiciones nobles de la Liga francesa. En 2005, después de perder dos finales de la Copa de la UEFA en los años anteriores, venció al Real Club Deportivo de La Coruña en la Copa Intertoto por un global de 5-3 y fue uno de los campeones, repitiendo el título un año después de manera compartida tras vencer al Futbolnyy̆ Klub Dnipro por la regla del gol de visitante en el 2-2 global. En cambio, se perdieron dos finales de la Copa de Francia de forma consecutiva (2005 y 2006).
Sus títulos más recientes son la Ligue 1 conseguida en la temporada 2009-10 (en esta temporada fallece Dreyfus de leucemia quedando todo su emporio, incluyendo el equipo, en manos de su viuda Margarita Louis-Dreyfus) y tres Copas de la Liga consecutivas entre 2010 y 2012, bajo la dirección de Didier Deschamps. En 2011, el equipo fue subcampeón de la Ligue 1. Élie Baup se hizo cargo del equipo al año siguiente, cuando Deschamps se marchó para entrenar al equipo nacional de Francia, y llevó al equipo al subcampeonato en la Ligue 1 2012-13. Sin embargo, aunque la siguiente temporada comenzó bien, una mala racha amenazó con dejarles fuera de los puestos de acceso a competición europea y a eliminarles en la Liga de Campeones sin sumar un solo punto, por lo que Baup fue destituido del cargo y fue reemplazado por José Anigo hasta final de temporada. El cambio no tuvo sin embargo el efecto esperado y no pudo clasificarse a Europa.
En la temporada 2014-15, Marcelo Bielsa dirigió al equipo. En su primera temporada con el técnico rosarino, el Olympique acabó en la cuarta posición de la Ligue 1, a pesar de que el equipo marsellés estaba líder al final de la primera mitad de la liga. Sin embargo, en la temporada 2015-16 el equipo sufrió una temporada para el olvido: Bielsa dimitió tras un solo partido, su sustituto Míchel González no fue capaz de reactivar al Marsella y al final el entrenador interino Franck Passi sólo pudo obtener la permanencia.

### Desde 2016: Era Frank McCourt
El 17 de octubre de 2016, se anunció oficialmente la compra de las acciones del Olympique de Marsella, correspondientes a Margarita Louis-Dreyfus, por parte del millonario empresario deportivo estadounidense Frank H. McCourt Jr., convirtiéndose así en el nuevo dueño de la entidad. McCourt, quien además es propietario de la Maratón de Los Ángeles, 50 % del Global Champions Tour de salto ecuestre y, antiguo dueño del equipo de béisbol Los Angeles Dodgers, prometió realizar un importante desembolso de dinero para volver a situar al club en la élite deportiva francesa y continental por 200 millones de euros, durante los próximos 4 años. Para ello, optó por contratar a Rudi García como nuevo entrenador y a Andoni Zubizarreta como director deportivo.
El equipo marsellés, que entonces navegaba en la zona templada de la clasificación de la Ligue 1 2016-17, concluyó la primera vuelta del campeonato ocupando el 6.º lugar. En el mercado de invierno, el club se hizo con los servicios de jugadores de talento contrastado como Patrice Evra y Dimitri Payet, lo que le ayudó a obtener la 5.ª posición en el campeonato y la clasificación a la Liga Europa de la UEFA. En la temporada 2017-18 continuó la inversión de McCourt en el equipo con la compra de más jugadores de categoría como Konstantinos Mitroglou, Valère Germain y Florian Thauvin, entre otros; al final, equipo terminó en la 4.ª posición y clasificando nuevamente a la Liga Europa. En el plano europeo, llegó a la final de la Liga Europa 2017-18 cayendo ante el Club Atlético de Madrid.
Luego de una floja campaña en 2018-19, al terminar en la quinta posición de la liga dejándolo sin torneos europeos la siguiente temporada, y al quedar eliminado prematuramente de la Copa, Copa de la Liga y Europa League, en la temporada 2019-20 contrata al argentino Darío Benedetto por 18 millones de euros, además de contratar al entrenador portugués André Villas-Boas, quedando en segunda posición al darse por terminado el torneo en mayo de 2020, de parte del gobierno francés debido a la pandemia de COVID-19, marcando su regreso a la Champions League después de 5 temporadas. Aun así, el club viene atravesando una crisis económica por un déficit que tiene de 90 millones de euros, lo que lo podría inhabilitar para jugar la Champions si no salda esta deuda antes del inicio del torneo. Esta misma situación económica le ha impedido hacer más contrataciones relevantes, teniendo que recurrir a sus divisiones inferiores para cubrir falencias. Finalmente, la UEFA le permite al Marsella jugar la Champions League 2020-21, dándole un año más de plazo para cancelar su deuda debido al calendario atípico producto de la pandemia de COVID-19, una deuda que a mayo de 2020 redujo a 60 millones de euros, aunque es sancionado al mes siguiente con 3 millones de euros y una retención del 15 % de sus ingresos durante las próximas dos temporadas en torneos continentales, para así asegurar el saldo de la deuda. Su desempeño en el torneo continental es pésimo al terminar último de su grupo con apenas 3 puntos, sin posibilidad siquiera de clasificar a la Europa League. Los desastrosos resultados a nivel continental, sumado a la mala campaña que venía haciendo a nivel local en la parte media de la tabla, más la mala relación entre el entrenador Villa Boas y el mánager del equipo, el español Andoni Zubizarreta, con el dueño del equipo Frank McCourt, hicieron que el portugués presentara su renuncia al cargo de entrenador, siendo reemplazado por el argentino Jorge Sampaoli, además de ser despedido Zubizarreta. En la parte directiva también hay cambios al nombrar McCourt al ejecutivo español Pablo Longoria como nuevo presidente del equipo. Los cambios dan resultados al terminar en el quinto puesto de la clasificación general de la Ligue 1 2020-21, obteniendo cupo para participar en la UEFA Europa League de la próxima temporada.

## Símbolos

### Historia y evolución del escudo

Escudo de armas de la ciudad de Marsella del que se tomaron los colores.

A lo largo de los años, el Olympique cambió muchas veces el escudo, hasta la versión actual, con el lema Droit au but abajo de las dos letras que simbolizan el nombre del club y, encima, una estrella dorada que simboliza la victoria en Liga de Campeones de 1993. Fue el fundador René Dufaure de Montmirail quien inspirado por el sello personal, una "O" y una "M" entrelazadas, creó el primer emblema del club.
- Droit au but. El lema (es. Directos al gol) fue tomado de uno de sus clubes primigenios, el Football Club de Marsella, como seña identitaria tras la fusión que dio con su fundación en 1899.[8][65]

|                                                                |
| Primer escudo propio con las iniciales superpuestas (1899-35). |

|                                                                  |
| Tipo art déco, se estiliza y se inscribe en un blasón (1935-72). |

|                                                              |
| Modernización y recuperación del lema fundacional (1986-90). |

|                                                                   |
| Estilización y unificación cromática en todo el escudo (1990-99). |

|                                                                |
| Modernización y simplificación visual y cromática (2004-Act.). |

## Indumentaria
El club marsellés ha vestido desde su fundación camiseta blanca, si bien no así la totalidad del uniforme. Los calzones y medias fueron negras en sus inicios hasta que en 1920, pasaron al tradicional blanco y azul, colores representativos. Desde finales de los años ochenta la tonalidad del azul pasó a ser celeste, el cual sigue vigente en la actualidad. Los uniformes alternativos son generalmente del citado tono, pero a veces pueden presentar colores más raros, como el naranja, el negro o el gris, siempre por motivos de mercadotecnia.
| Primero | (Ver evolución) | Actual |

## Estadio

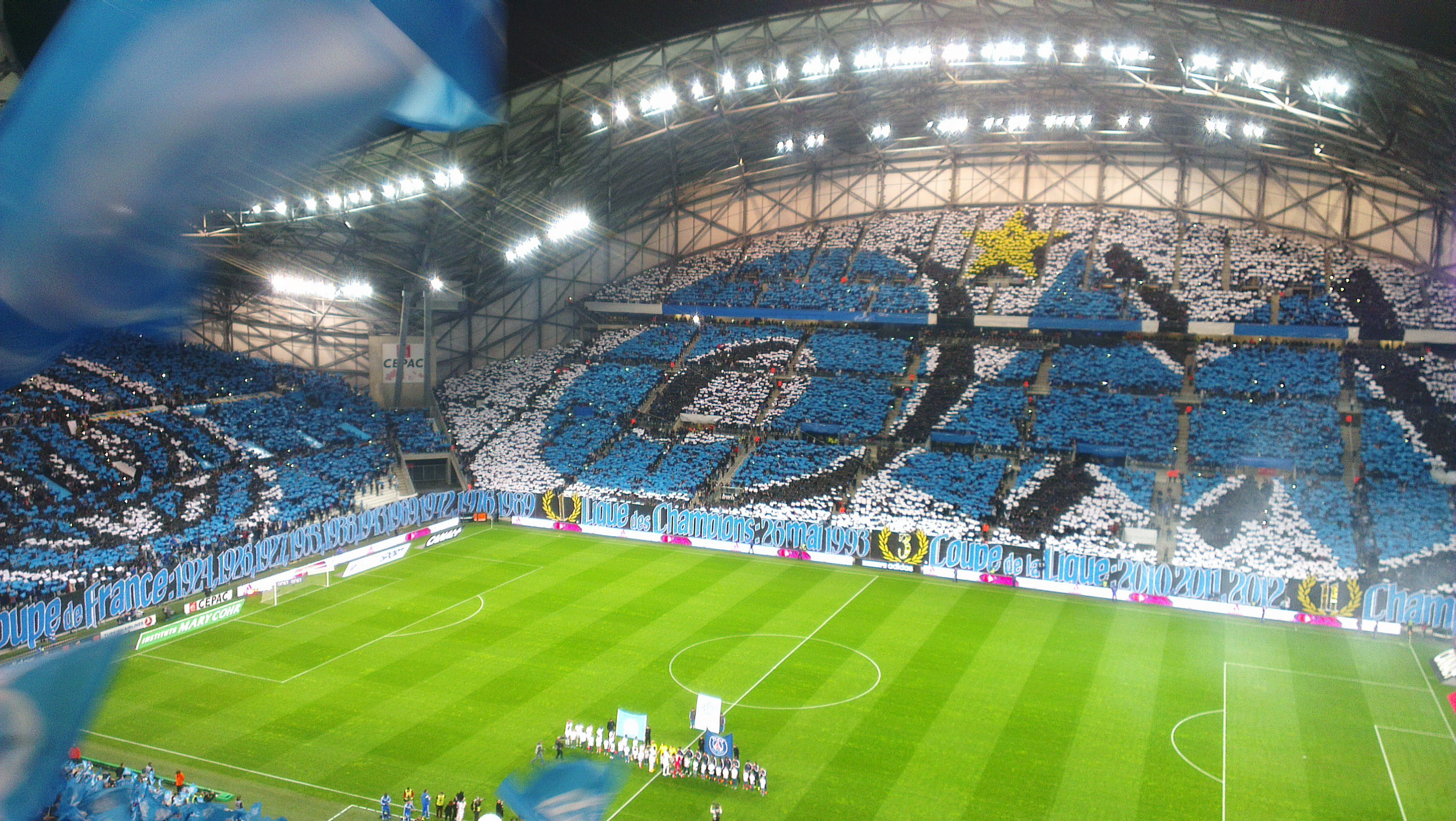
Stade Vélodrome en 2015.

El Olympique de Marsella juega de local en el Stade Vélodrome desde 1937, al que se trasladó desde el antiguo Stade de l'Huveaune que pertenecía al equipo.
El recinto fue ampliado en 1984, 1998 y 2014, y cuenta con una capacidad de 67 394 espectadores, el de mayor capacidad dedicado a un club, y en el cómputo general es únicamente superado por el Stade de France, que alberga los partidos de la selección.
Fue sede de dos partidos de la Copa Mundial de 1938, de siete partidos de la Copa Mundial de 1998, de dos partidos de la Eurocopa de 1960, de dos de la Eurocopa de 1984 y de seis partidos de la Eurocopa de 2016 como efemérides más representativas del recinto.

## Rivalidades
Fundado en 1899, el Olympique es una de las más antiguas instituciones de fútbol. Por su larga historia, el club marsellés tuvo varios rivales (algunos de ellos están hoy en día desaparecidos o militan en las divisiones inferiores del fútbol francés). En los años 1930 y 1940, en el inicio del fútbol profesional en Francia, el Marsella que ya era uno de los grandes franceses (Campeón nacional en 1929 y primer club fuera de París que venció la Copa de Francia) tenía rivalidad con el FC Sète, el FC Sochaux, el Racing y el Olympique Lille (ahora desaparecido), luego, en los años setenta, la rivalidad era con el AS Saint-Étienne. En los años ochenta, fue con Girondins de Burdeos que luchaban con el Marsella por la dominación del fútbol francés.
Al nivel local, el Marsella tiene rivalidades con varios clubes: AS Cannes, SC Toulon, OGC Niza y AS Mónaco. Los partidos con esos clubes son llamados Derbies del Mediterráneo.
A principio de los años noventa, el presidente marsellés en ese momento, Bernard Tapie y el canal de televisión Canal+ que poseía tanto los derechos televisados de la liga francesa como el Paris Saint-Germain, decidieron imponer una nueva rivalidad con los dos clubes para dar más sabor al campeonato. El PSG tenía rivalidad sólo con el otro club parisino, el Racing más antiguo y prestigioso, pero que cayó al inicio de los años 1990 en las divisiones inferiores de Francia. Esta rivalidad inventada no fue motivada solo por razones deportivas, (el PSG, club bastante joven, fundado en 1970, no era considerado en los años noventa como un grande de Francia) sino por motivos históricos y culturales. La hermosa y rica ciudad de París, enfrentaba a la pobre y popular Marsella, en el único dominio que no estaba liderado por la capital francesa.
Hoy en día, esta rivalidad sigue siendo fuerte, a pesar de la llegada del Olympique Lyon a comienzos de los años 2000, que también es considerado rival del Marsella (los partidos entre los dos clubes fueron nombrados Choc des Olympiques por la prensa francesa).

## Afición

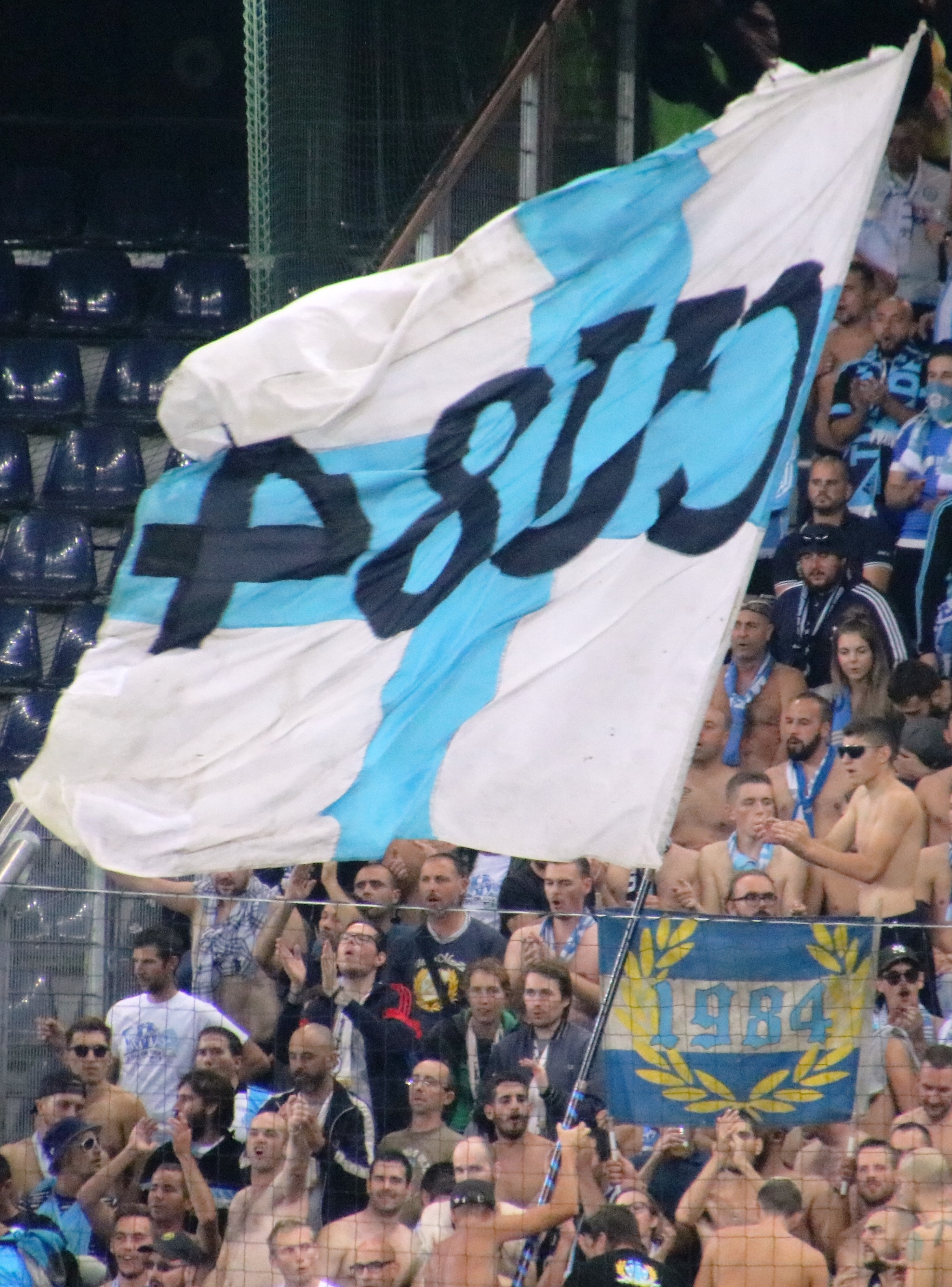
Commando Ultra 84.

Casi el 50 % del aforo del Estadio Vélodrome pertenece a una de las seis peñas que están repartidas por todo el estadio. Todas estas peñas tienen algo en común: El Antirracismo y el Antifascismo y que «Marsella no es Francia».

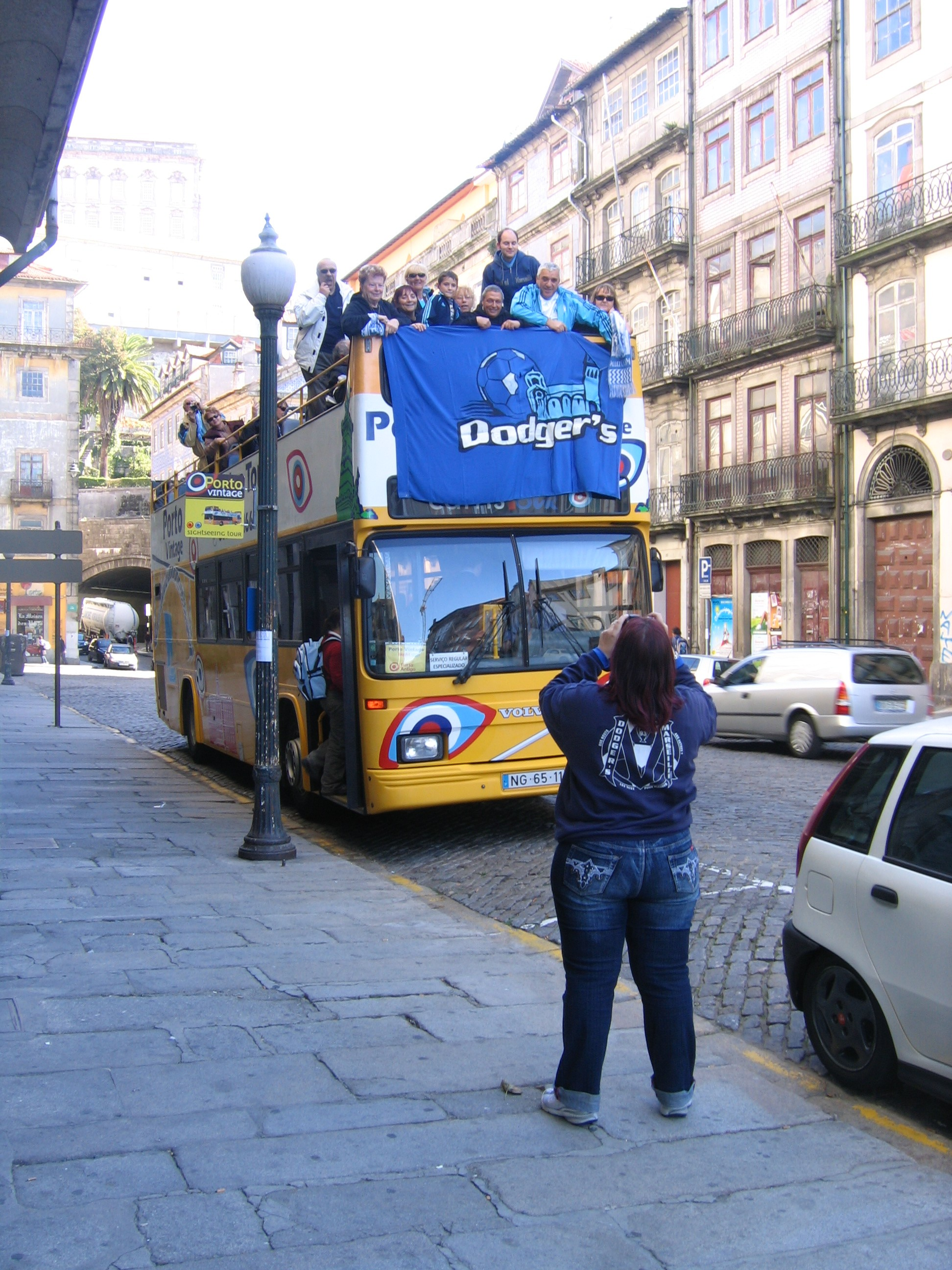
Los Dodger's en un desplazamiento

- South Winners: Es el grupo más numeroso.Su nombre viene del primer tifo que hicieron que rezaba "Gana por nosotros".Entre sus iconos se encuentra Che Guevara. Llevan las chaquetas bombers mostrando el color naranja.

- Commando Ultra 84: El grupo ultra más antiguo. Su formación data de diciembre de 1984 a raíz de la visita del Matra Racing de París y la puesta en escena de los ultras parisienses en su manera de animar.Hasta ese momento los seguidores más fanáticos del club marsellés estaban en fondo norte, pero no estaban organizados. Tomó su nombre del movimiento ultra italiano. Actualmente ocupan la zona baja del fondo sur, pues tuvieron varias reyertas con "Fanatics". Su logo es una calavera que al estar prohibida en su estadio intercalan por la mano de Zeus con la que hacen referencia al origen heleno de la ciudad. Su lema es "Por todas partes, siempre, solos contra todos". Entre sus líderes estuvo Santos Mirasierra.[68]

- Fanatics: La mayoría de los miembros fundadores ya no están en ella debido a divergencias en la filosofía a seguir.Debido a su apego por la Provenza, junto a las banderas del equipo, llevan banderas de la región y animan en el dialecto de la zona.Volvieron a ocupar el fondo norte después del proyecto fallido de la creación de la peña FUW (Fanáticos Ultras Ganadores) junto a Commando Ultra 84 y South Winners.

- Dodgers: Surgidos en mayo de 1992 de una escisión de Yankee Nord, es el grupo con menos suscriptores. Su nombre viene del teniente estadounidense Dogde que abandonó las filas del Ejército Yankee.

- Marseille Trop Puissant (MTP): En castellano Marsella Demasiado Poderosa está integrada por jóvenes de los barrios más desfavorecidos de la ciudad. Fue fundada por Patrice de Peretti, Dépe, fallecido en el 2000. Tan importante era Patrice de Peretti para el club que cuando se consiguió la Copa de Europa en 1993, dejaron que levantase el trofeo en el estadio. Actualmente la curva norte del Vélodrome lleva su nombre.

Existen además otras peñas minoritarias como Club des Amis de l'OM y Handifan Club OM.

## Datos del club

### Trayectoria y palmarés
El Olympique de Marsella acumula en sus más de ciento quince años de historia numerosos trofeos tanto nacionales como internacionales. Entre ellos destacan por importancia, una Copa de Europa y un trofeo de la Copa Intertoto en el plano internacional, y diez Ligas, diez Copas de Francia, tres Supercopas de Francia, tres Copas de la Liga, una Copa Charles Drago, una Liga de Segunda División, diez Campeonatos Regionales del Litoral en los campeonatos nacionales.
Es por trayectoria y palmarés considerado como uno de los mejores clubes del país, y es quien más temporadas ha disputado la máxima categoría francesa con 72 presencias. En ella logró su peor puesto en la temporada 1958-59 y en la 1962-63 en las que finalizó en el último lugar de la clasificación. Su mayor goleada a favor en liga es de una diferencia de ocho goles, lograda en dos ocasiones: una frente al Club Olympique de Roubaix Tourcoing tras vencer por 10-2, su resultado más abultado, y otra frente al Olympique Alès en Cévennes al ganar por 8-0, ambas en la temporada 1947-48. Sin embargo dichos registros se ven superados a cómputo general por la eliminatoria de copa disputada en 1933 frente al Stade Raphaëlois a quien eliminó por un 19-0 global.
En competición internacional sus mejores registros son un 0-7 frente al Mestský Športový Klub Žilina eslovaco en la Liga de Campeones 2010-11 y un 7-1 frente al Union Sportive Luxembourg en la Copa de la UEFA 1973-74. En contrapartida, sus peores resultados fueron un 8-0 y un 6-0 en contra registrados frente al Olympique Lyonnais en la liga 1996-97 y frente al Fußball-Club Köln alemán en la ya citada Copa de la UEFA 1973-74.
Posee un récord personal en el campeonato doméstico de 23 partidos consecutivos invicto, En dicho período no registró sin embargo su mejor temporada en cuanto a victorias, que se produjo en la temporada 1970-71 en la que logró vencer a sus rivales en 23 partidos de los 38 disputados, en la que logró su tercer título de campeón. Su racha de victorias consecutivas es de 8 encuentros, logrado en tres ocasiones, en las temporadas 1936-37, 1998-99 y 2014-15. Entre sus marcas sobresale su récord de imbatibilidad como local al permanecer un total de 2940 días (2 años y 23 días) sin ser derrotado.[cita requerida]
Nota: en negrita competiciones vigentes en la actualidad.

## Palmarés
Nota: en negrita competiciones vigentes en la actualidad. Indicado el récord del torneo  y el compartido 

### Torneos nacionales
| Competición nacional               | Títulos                                                                                             | Subcampeonatos |
| ---------------------------------- | --------------------------------------------------------------------------------------------------- | --- |
| Primera División de Francia (9/15) | 1928-29, 1936-37, 1947-48, 1970-71, 1971-72, 1988-89, 1989-90, 1990-91, 1991-92, 1992-93*, 2009-10. | 1918-19, 1937-38, 1938-39, 1969-70, 1974-75, 1986-87, 1993-94, 1998-99, 2006-07, 2008-09, 2010-11, 2012-13, 2019-20, 2021-22, 2024-25. |
| Copa de Francia (10/9)             | 1923-24, 1925-26, 1926-27, 1934-35, 1937-38, 1942-43, 1968-69, 1971-72, 1975-76, 1988-89.           | 1933-34, 1939-40, 1953-54, 1985-86, 1986-87, 1990-91, 2005-06, 2006-07, 2015-16.                                                       |
| Supercopa de Francia (3/3)         | 1971, 2010, 2011.                                                                                   | 1969, 1972, 2020. |
| Copa de la Liga de Francia (3/0)   | 2010, 2011, 2012.                                                                                   | |
| Copa Charles Drago (1/0)           | 1957.                                                                                               | |
|                                    | | |
| Ligue 2 (1/3)                      | 1994-95.                                                                                            | 1965-66, 1983-84, 1995-96. |

(*) Título de Primera División 1992-93 revocado.

### Torneos internacionales
| Competición internacional | Títulos  | Subcampeonatos             |
| ------------------------- | -------- | -------------------------- |
| Liga de Campeones (1/1)   | 1992-93. | 1990-91.                   |
| Copa Intertoto (1/0)      | 2005.    |                            |
| Liga Europa (0/3)         |          | 1998-99, 2003-04, 2017-18. |

### Torneos regionales
| Competición regional            | Títulos                                                                                   | Subcampeonatos                                        |
| ------------------------------- | ----------------------------------------------------------------------------------------- | ----------------------------------------------------- |
| Campeonato del Litoral (10/6)   | 1899-00, 1900-01, 1901-02, 1902-03, 1903-04, 1904-05, 1905-06, 1906-07, 1907-08, 1918-19. | 1908-09, 1909-10, 1910-11, 1911-12, 1912-13, 1913-14. |
| Copa de Provenza (4/0)          | 1924, 1930, 1931, 1932.                                                                   |                                                       |
| Liga Mediterránea Sudeste (4/4) | 1927, 1929, 1930, 1931.                                                                   | 1921, 1922, 1924, 1925.                               |

A ellos se suman dos Copa Gambardella de la categoría sub-18 en 1979 y 2024, además de numerosos trofeos de carácter amistoso.

### Palmarés total
| Olympique de Marsella                                                         | 10 | 10 | 3 | 3 | 1 | 1 | 1 | 1 | 30 |
| Datos actualizados a la consecución del último título el 14 de abril de 2012. |    |    |   |   |   |   |   |   |    |

### Resumen

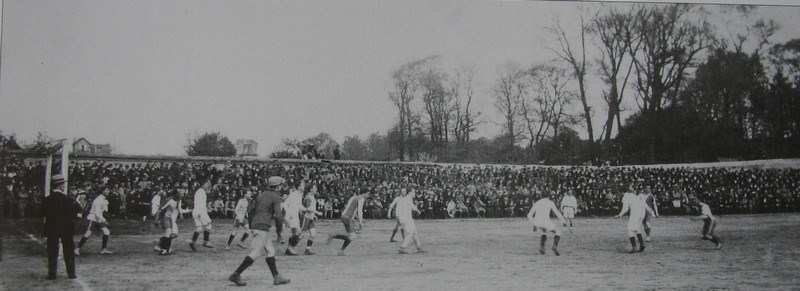
Final del Campeonato francés USFSA de 1919 frente al Le Havre Athletic Club.

- Mayor número de partidos consecutivos sin perder en casa: 38.
- Mayor número de goles marcados en una temporada: 95 (1948-49).
- Máximo goleador: Gunnar Andersson con 194 goles.
- Más partidos disputados: Steve Mandanda con 613 partidos.

Nota: En negrita competiciones activas.

Nota * : no incluidos los campeonatos de entre-guerra 1939-45.
| \| Competición \| P.J. \| P.G. \| P.E. \| P.P. \| G.F. \| G.C. \| Mejor resultado \| \| ----------------------------------------------- \| ---- \| ---- \| ---- \| ---- \| ---- \| ---- \| --------------- \| \| Campeonato de Liga de Primera División * \| 2577 \| 1149 \| 660 \| 768 \| 4141 \| 3300 \| Campeón \| \| Campeonato de Liga de Segunda División \| 432 \| 206 \| 114 \| 112 \| 665 \| 450 \| Campeón \| \| Campeonato de Francia de Copa \| 217 \| 136 \| 34 \| 47 \| 406 \| 190 \| Campeón \| \| Supercopa de Francia \| 6 \| 1 \| 2 \| 3 \| 12 \| 17 \| Campeón \| \| Copa Charles Drago / Copa de la Liga de Francia \| 49 \| 28 \| 0 \| 21 \| 76 \| 57 \| Campeón \| \| Liga de Campeones de la UEFA \| 114 \| 46 \| 19 \| 49 \| 161 \| 139 \| Campeón \| \| Liga Europa de la UEFA \| 107 \| 43 \| 31 \| 33 \| 148 \| 125 \| Subcampeón \| \| Liga Europa Conferencia de la UEFA \| 8 \| 6 \| 1 \| 1 \| 15 \| 7 \| Semifinalista \| \| Recopa de Europa de la UEFA \| 14 \| 8 \| 2 \| 4 \| 19 \| 13 \| Semifinalista \| \| Copa Intertoto de la UEFA \| 8 \| 4 \| 3 \| 1 \| 16 \| 9 \| Campeón \| \| Copa de Ciudades en Feria \| 6 \| 3 \| 0 \| 3 \| 7 \| 8 \| 1/32 finalista \| \| Total \| 3538 \| 1630 \| 866 \| 1042 \| 5666 \| 4315 \| 29 campeonatos \| \| Ver estadísticas completas \| \| \| \| \| \| \| \| Estadísticas actualizadas hasta el último partido jugado el 8 de febrero de 2023 (Olympique de Marsella 2-1 París Saint-Germain). Fuentes: Ligue de Football Professionnel (LaLigue) - UEFA - FIFA Archivado el 16 de junio de 2018 en Wayback Machine. |      |      |      |      |      |      |                 |
| Competición | P.J. | P.G. | P.E. | P.P. | G.F. | G.C. | Mejor resultado |
| Campeonato de Liga de Primera División * | 2577 | 1149 | 660  | 768  | 4141 | 3300 | Campeón         |
| Campeonato de Liga de Segunda División | 432  | 206  | 114  | 112  | 665  | 450  | Campeón         |
| Campeonato de Francia de Copa | 217  | 136  | 34   | 47   | 406  | 190  | Campeón         |
| Supercopa de Francia | 6    | 1    | 2    | 3    | 12   | 17   | Campeón         |
| Copa Charles Drago / Copa de la Liga de Francia | 49   | 28   | 0    | 21   | 76   | 57   | Campeón         |
| Liga de Campeones de la UEFA | 114  | 46   | 19   | 49   | 161  | 139  | Campeón         |
| Liga Europa de la UEFA | 107  | 43   | 31   | 33   | 148  | 125  | Subcampeón      |
| Liga Europa Conferencia de la UEFA | 8    | 6    | 1    | 1    | 15   | 7    | Semifinalista   |
| Recopa de Europa de la UEFA | 14   | 8    | 2    | 4    | 19   | 13   | Semifinalista   |
| Copa Intertoto de la UEFA | 8    | 4    | 3    | 1    | 16   | 9    | Campeón         |
| Copa de Ciudades en Feria | 6    | 3    | 0    | 3    | 7    | 8    | 1/32 finalista  |
| Total | 3538 | 1630 | 866  | 1042 | 5666 | 4315 | 29 campeonatos  |
| Ver estadísticas completas |      |      |      |      |      |      |                 |

### Distinciones individuales
Balón de Oro

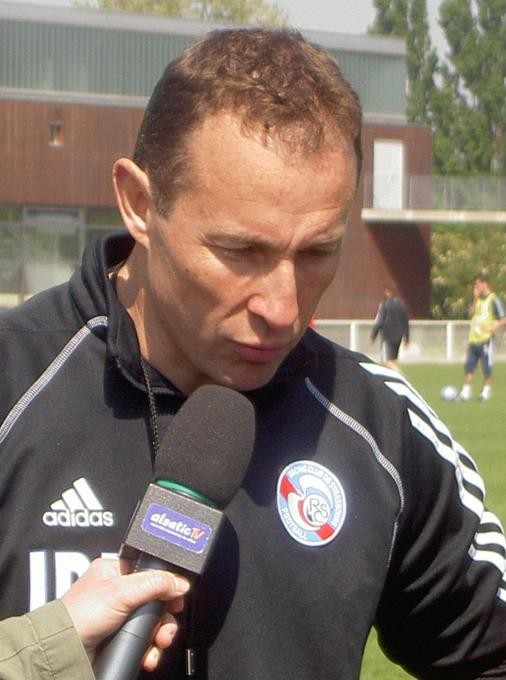
Jean-Pierre Papin, Balón de Oro France Football en 1991.

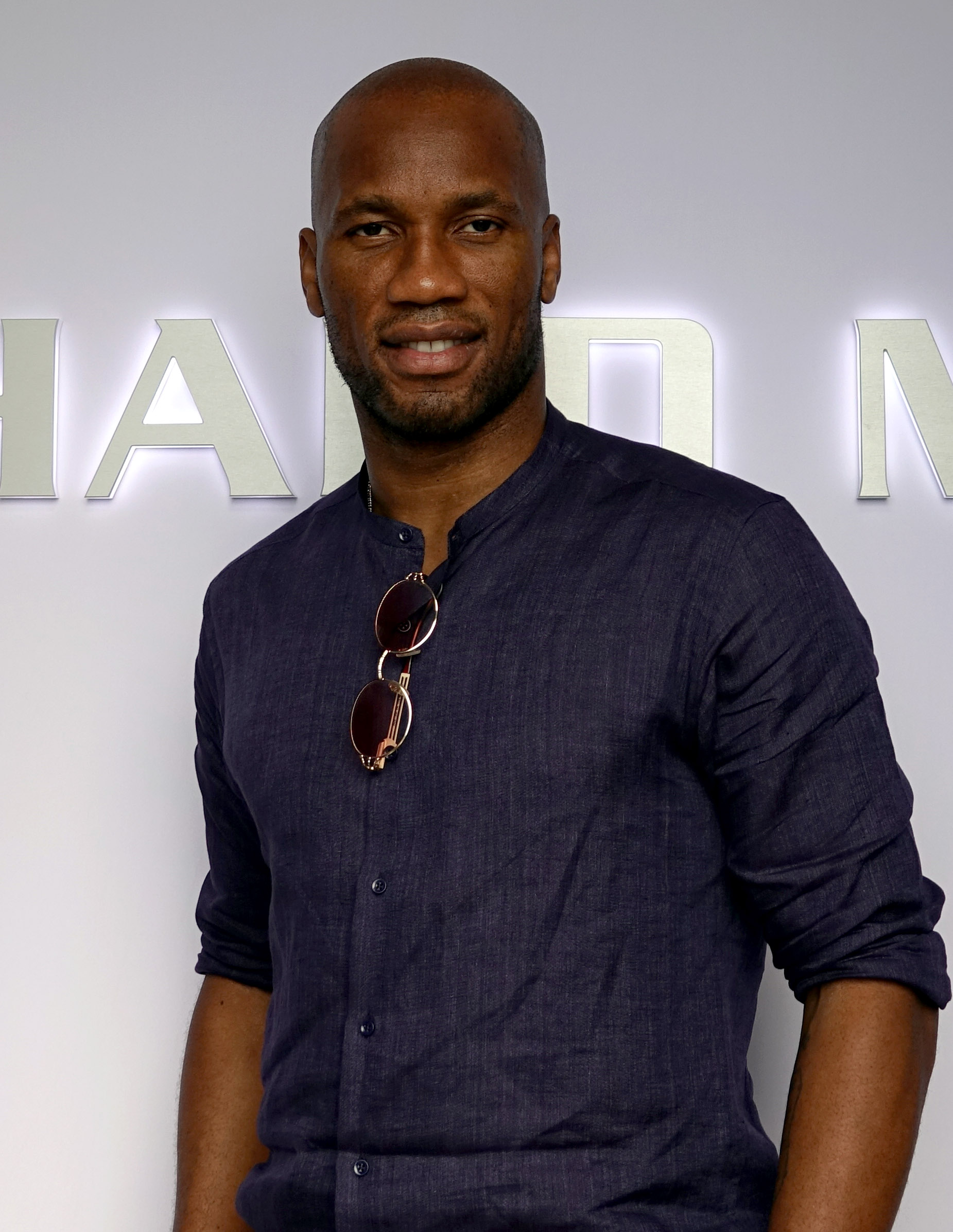
Didier Drogba, mejor jugador de la Ligue 1 en 2004.

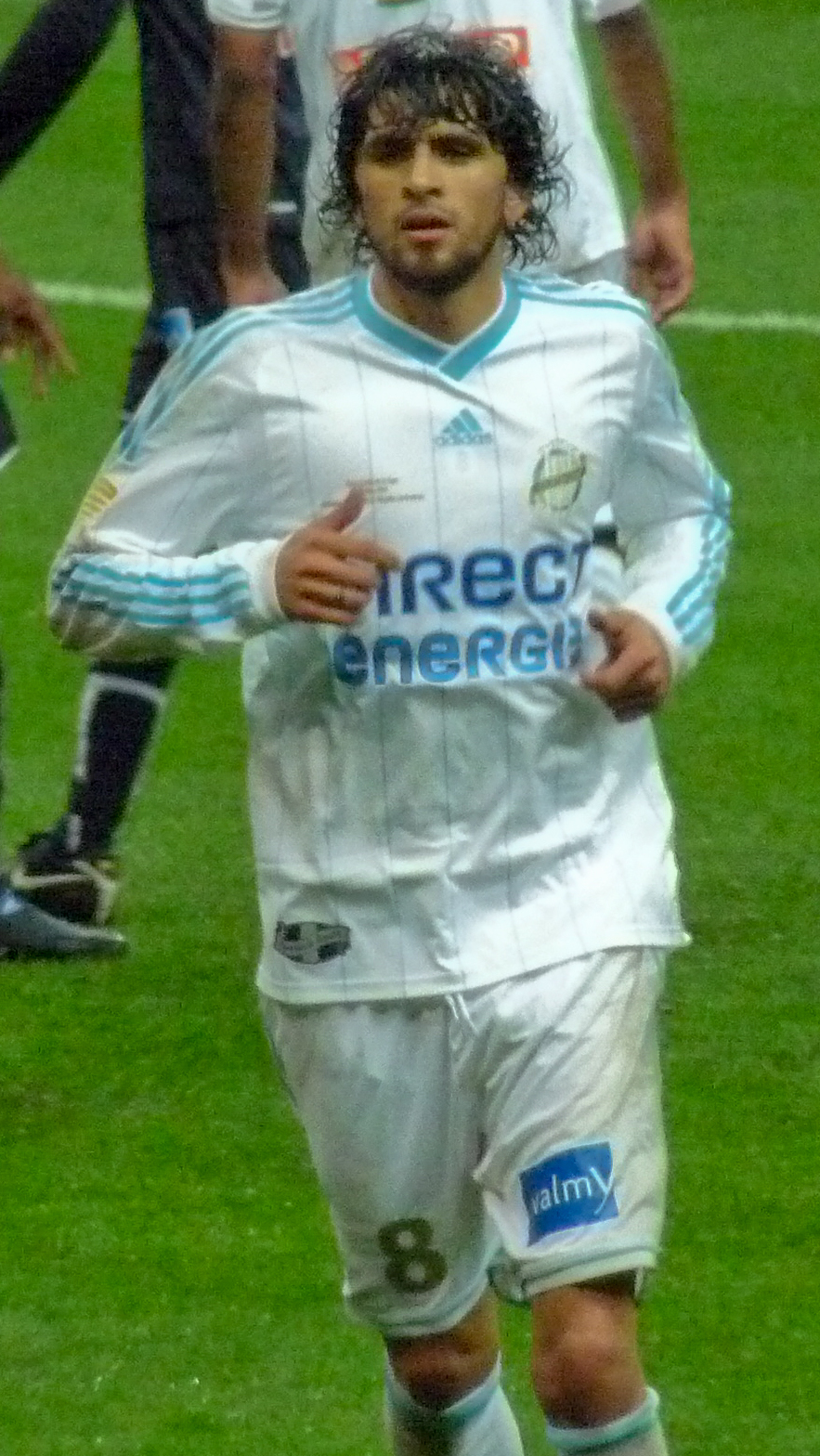
Lucho González, mejor asistente de la Ligue 1 en 2010.

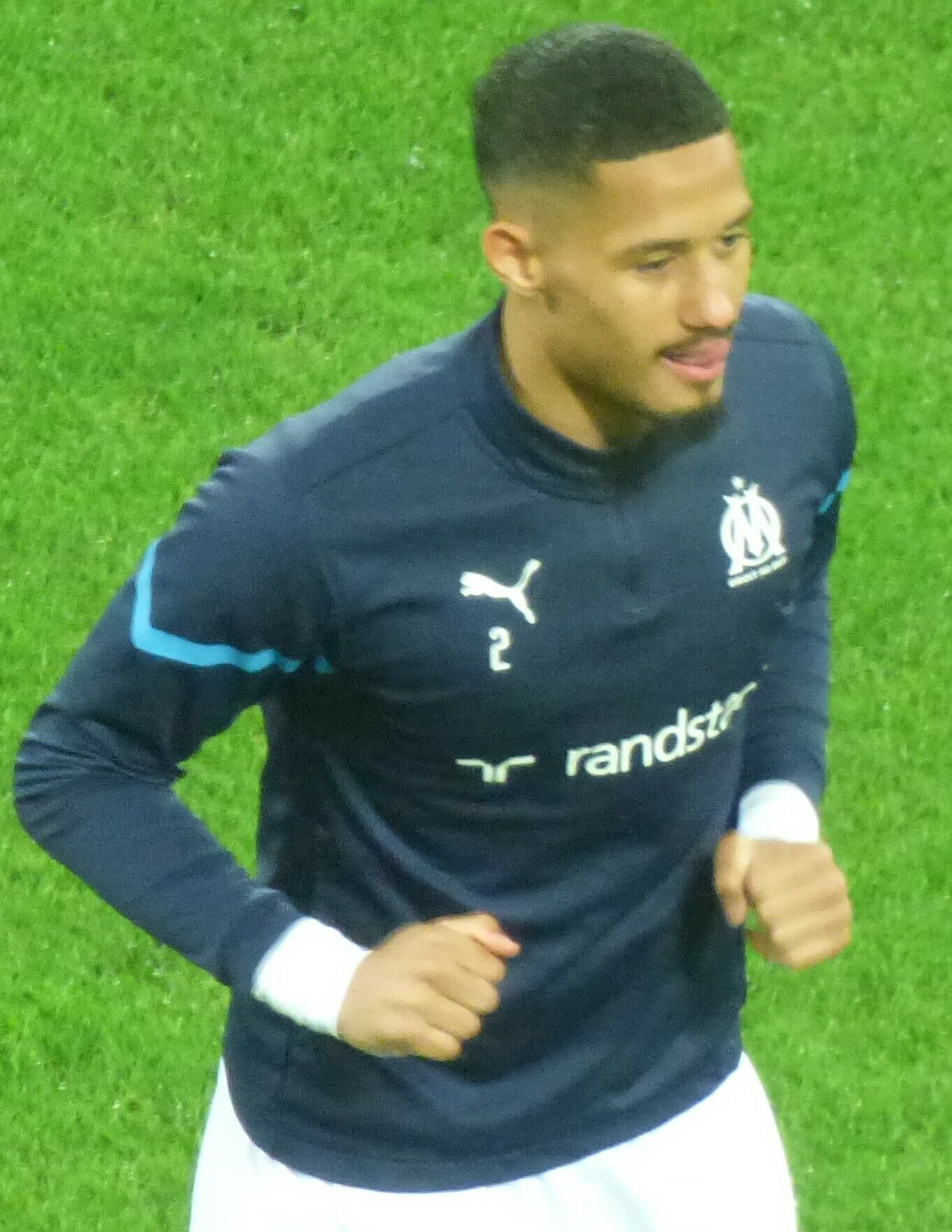
William Saliba, mejor jugador joven de la Ligue 1 en 2022.

- Jean-Pierre Papin - 1991.

Bota de Oro
- Josip Skoblar: 44 (1971).

Mejor portero del mundo IFFHS
- Andreas Köpke - 1996.

Futbolista francés del año
- Georges Carnus - 1971.
- Marius Trésor - 1972.
- Alain Giresse - 1987.

Máximo goleador de la Ligue 1
- Alen Bokšić: 23 (1992-1993).
- Mamadou Niang: 18 (2009-2010).

Máximo goleador de la Ligue 2
- Marc Pascal: 18 (1981-82).
- Tony Cascarino: 31 (1994-95), 30 (1995-96).

Mejor jugador de la Ligue 1
- Didier Drogba - 2004.

Mejor jugador joven de la Ligue 1
- Franck Ribéry - 2006.
- Samir Nasri - 2007.
- William Saliba - 2022.

Mejor jugador extranjero de la Ligue 1
- Enzo Francescoli - 1990.

Mejor entrenador de la Ligue 1
- Eric Gerets - 2009.

Mejor jugador de la Ligue 2
- Marcel Dib - 1996.

Más asistencias de la Ligue 1
- Lucho González - 2009-2010.
- Mathieu Valbuena - 2012-2013.
- Dimitri Payet - 2014-2015.
- Morgan Sanson - 2016-2017.

## Organigrama
Durante los más de ciento quince años de la entidad han vestido la camiseta del club numerosos futbolistas de renombre en la historia del fútbol. Reconocidos bien por su palmarés y éxitos internacionales, o por sus estadísticas y repercusión a nivel nacional, los jugadores de nacionalidad brasileña son los más representados —a excepción de los franceses— con un total de veintidós futbolistas, seguidos de los veinte senegaleses.
El galo Jean-Pierre Papin fue quizá su jugador de mayor fama a nivel internacional, siendo el único jugador del club en haber sido galardonado con el Balón de Oro y uno de los tres franceses en lograrlo junto a Raymond Kopa y Michel Platini. Otros como el uruguayo Enzo Francescoli, el sueco Gunnar Andersson, máximo goleador histórico del club, o el marfileño Didier Drogba, considerado como uno de los mejores jugadores africanos de la historia, son ejemplos de los notables jugadores con los que ha contado el club. Mientras, otros como Fabien Barthez, Marcel Desailly, Abédi Pelé —tres veces Balón de Oro africano—, Didier Deschamps o Rudi Völler contribuyeron a que el club fuese considerado como uno de los mejores del mundo a principios de los años 1990 tras lograr el título de campeón de Europa en la temporada 1992-93. Cabe también destacar en los registros goleadores al yugoslavo Josip Skoblar, Bota de Oro en 1971 (44 goles) y único en serlo del club, y máximo goleador de la liga en 1970-71 (44 goles), 1971-72 (30) y 1972-73 (26).
Entre los jugadores en activo en la actualidad del club el guardameta Steve Mandanda es el jugador que más temporadas y partidos acumula con 600 apariciones repartidas en catorce temporadas, en las que ha sido nombrado mejor portero de la liga francesa en cuatro ocasiones, mientras que el máximo goleador es el francés Dimitri Payet con 66 goles en ocho años, lo que arroja un promedio aproximado de más de ocho tantos por temporada.
| 1.                 | Gunnar Andersson   | 194 goles          | 1.                 | Steve Mandanda     | 613 partidos       | 1.                 | Roger Scotti              | 16 años            |
| 2.                 | Jean-Pierre Papin  | 182 goles          | 2.                 | Roger Scotti       | 452 partidos       | 2.                 | Steve Mandanda            | 14 años            |
| 3.                 | Josip Skoblar      | 176 goles          | 3.                 | François Bracci    | 343 partidos       | 3.                 | Jean Boyer / Jean Bastien | 11 años            |
| 4.                 | Jean Boyer         | 170 goles          | 4.                 | Jean Bastien       | 339 partidos       | 4.                 | François Bracci           | 10 años            |
| 5.                 | Emmanuel Aznar     | 152 goles          | 5.                 | Mathieu Valbuena   | 331 partidos       | 5.                 |                           |                    |
| Ver lista completa | Ver lista completa | Ver lista completa | Ver lista completa | Ver lista completa | Ver lista completa | Ver lista completa | Ver lista completa        | Ver lista completa |

## Filiales

### Femenino
El Olympique de Marsella Féminin (Conocido como: Olympique de Marsella, Marsella, o solo l'OM) es un club de fútbol femenino de la ciudad de Marsella, Francia. Compite en la Division 1 desde la temporada 2019-20 y es la rama femenina del Olympique de Marsella desde 2010.
El Olympique de Marsella ya tenía una sección femenina en los años 1920´, siendo uno de los pioneros en ese tiempo. El equipo desapareció en los años 1930, aunque regresó en 1970 y compitió en la liga femenina. En 1980 alcanzó las semifinales, pero en 1985 descendió de categoría y tres años después el club fue disuelto.
El Marsella refundó su sección femenina por tercera vez en la temporada 2011-12. Alcanzó la segunda división en 2014-15 y regresó a la Division 1 en 2016-17, donde logró el cuarto lugar de la clasificación en su primera temporada.